# Nainital (miasto)
Nainital – miasto w północnych Indiach w stanie Uttarakhand, na pogórzu Himalajów Małych. Jest położone na wysokości 2084 m n.p.m. tuż przy górze o nazwie Naina o wysokości 2615 m n.p.m. 
Populacja miasta w 2001 roku wynosiła 38 560 mieszkańców.
Nainital ma swoje miejsce w mitologii indyjskiej dzięki świętemu jezioru o tej samej nazwie a także świątyni bogini Śakti. O Nainital pisał w swoich powieściach Rudyard Kipling.